# タランス
タランス （Talence）は、フランス、ヌーヴェル＝アキテーヌ地域圏、ジロンド県のコミューン。

## 歴史
現在のタランスの領域は長い間森で覆われ、まばらに人家があるだけであった。これらの森の存在が、元々Talenceと呼ばれていた。これは『木を切る』という意味のTalaから派生した名称で、13世紀にはTalanssa、Talencieux、Talancéと呼ばれていた。
17世紀まで、タランスはやむことのない戦争に踏み荒らされてきた。ボルドーに隣接していること、バイヨンヌ・トゥールーズそしてラ・テストへの3つの重要な交易路に面していることに、ボルドー住民が魅せられた。多くのボルドーのブルジョワが、タランスに邸宅を建てた。
しかしタランスは田園風景を失わなかった。19世紀終わりから20世紀に入ってようやく、金属加工、化学工業、食品加工などの産業が導入された。

## 経済
第三次産業が約9割を占める。大学都市であり、農業を含む第一産業は1%以下となっている。

## 教育
- ボルドー第1大学（fr:Université Bordeaux I）
- ポリテクニーク・ド・ボルドー（fr:Institut polytechnique de Bordeaux）
- 国立ボルドー高等電気通信数学工学学校（fr）
- 国立高等美術工芸学校（fr）

## 姉妹都市
- アルカラ・デ・エナーレス、スペイン
- トリカラ、ギリシャ
- シャーヴェス、ポルトガル

## 出身の著名人
- フィリップ・ソレルス
- デンマーク王国王配ヘンリク
- フロリアン・マランジュ
- ダミアン・ダ・シウバ